# Alpha Mission
Alpha Mission, originariamente ASO: Armored Scrum Object ("oggetto da mischia corazzato") in Giappone, è un videogioco arcade sparatutto a scorrimento verticale, pubblicato da SNK nel 1985. L'anno successivo è stato convertito per la console Famicom e nel 1987 per la sua versione occidentale Nintendo Entertainment System.
Si tratta di un videogioco di fantascienza, ambientato su una serie di stazioni spaziali sorvolate dalla navicella del giocatore. È simile a Xevious, in particolare nella separazione tra armi aria-aria e aria-terra, ma soprattutto a Star Force.
La versione giapponese dell'arcade intitolata ASO fu anche quella, non molto diffusa, esportata in Italia. Un altro titolo usato da una versione dell'arcade per l'esportazione è Arian Mission.
Il seguito del gioco, chiamato Alpha Mission II, è stato sviluppato per il sistema Neo Geo nel 1991.
Emulazioni della versione arcade sono state pubblicate molti anni dopo per varie console della serie PlayStation e per Nintendo Switch.

## Modalità di gioco
Il giocatore controlla una navicella, col compito di eliminare i nemici alieni invasori: per quelli che agiscono al suolo si usano i missili aria-superficie, mentre per tutti gli altri lo sparo laser. La visuale è aerea, con scorrimento continuo verso l'alto, che si arresta solo per gli scontri con i boss.
Oltre a usare distintamente le due armi, con apposito comando è possibile cambiare la configurazione della propria navicella in otto modi diversi, variandone l'aspetto e potenziando le armi in modi differenti. Per far questo è necessario accumulare sufficiente energia e l'effetto dura fino ad esaurimento. Nella versione arcade ci sono tre energie di tre colori diversi, e un indicatore con otto quadratini che mostrano le sagome lampeggianti dei vari tipi di navicella quando disponibili. Nella versione NES c'è un solo tipo di energia e manca tale indicatore, ma gli otto tipi di navicella vengono mostrati al momento di scegliere in quale cambiare.
Ci sono sei livelli: al termine di ognuno di essi bisogna confrontarsi con un boss, ma a metà livello sono presenti anche miniboss. Dopo aver eliminato l'ultimo boss, il giocatore riprende dal primo livello e sarà possibile completare il gioco riuscendo a superare per la seconda volta tutti i livelli. Ogni livello presenta uno o più checkpoint.
I nemici comuni comprendono mezzi volanti che si muovono secondo schemi predefiniti e postazioni di terra. Sulla superficie si trovano inoltre molte cupole innocue, che una volta eliminate rilasciano potenziamenti per la navicella simboleggiati da lettere alfabetiche. Meno frequentemente può trattarsi di malus, simboleggiati da lettere specifiche o da lettere normali rovesciate che hanno l'effetto contrario. Man mano che aumentano le capacità offensive, cresce la percentuale di malus nelle cupole; la successione delle lettere dipende anche dall'abilità strategica nel raccoglierle in una certa maniera.
I bonus includono: cariche di energia; apertura immediata di molte delle cupole; potenziamenti di velocità, arma aria-aria e arma aria-terra, tutte incrementabili gradualmente raccogliendo tre lettere (nella versione NES ne basta una); salto diretto più avanti (o più indietro) nel livello; e altro.
Le vite sono tre, aumentabili al raggiungimento di determinati punteggi o raccogliendo un certo bonus. Se si perde una vita, il giocatore verrà privato dei potenziamenti che aveva ottenuto.

## Accoglienza
Secondo la rivista K l'arcade ebbe poco successo, almeno in Italia, anche perché era difficile impostarlo adeguatamente a causa della differenza troppo marcata tra i livelli di difficoltà disponibili.
La conversione per NES fu valutata dalla stessa K come una più che discreta trasposizione casalinga (voto complessivo 743/1000). Tuttavia il gioco mancava decisamente di originalità e ricevette diversi giudizi molto negativi, anche per la realizzazione scadente, dalle riviste europee Joystick (35%), Tilt (5/20), Micro News, Power Play (41%).